# Remtes pagasts
Remtes pagasts er en territorial enhed i Brocēnu novads i Letland. Pagasten havde 837 indbyggere i 2010 og omfatter et areal på 156,10 kvadratkilometer. Hovedbyen i pagasten er Remte.